# Astrobrachion adhaerens
Astrobrachion adhaerens is een slangster uit de familie Euryalidae.
De wetenschappelijke naam van de soort werd in 1884 gepubliceerd door Théophile Rudolphe Studer.